# 葛镜桥
26°41′06″N 107°31′33″E / 26.68500°N 107.52583°E
葛镜桥位于中华人民共和国贵州省福泉市金山街道教场村，是一座三孔石拱桥，始建于明万历四十六年（1618年），历时三十年建成，由里人葛镜募款修建，故而得名。1985年被列为贵州省文物保护单位，2006年被列为第六批全国重点文物保护单位。
葛镜桥是变截面圆弧尖拱石拱桥的典型代表，横跨麻哈江，长52.7米，宽8.5米，高23米，共三孔，有两个桥墩，其中一个桥墩建于江中，另一个桥墩建于岸边。桥旁的石碑有万历四十八年贵州总督张鹤鸣题“葛镜桥”三字。桥北还有清康熙九年（1670年）所建的三元阁。